# TVR1
TVR1 of Televiziunea Română 1 (Roemeense Televisie 1) is een zender van de publieke omroep in Roemenië, TVR.